# Hakan Arıkan
Hakan Arıkan (Karamürsel, 17 de agosto de 1982) es un exfutbolista turco que jugaba como portero.

## Carrera

### Inicios
Arıkan se unió al Ankaraspor en 2006. Él fue llamado a la selección de fútbol de Turquía después de haber mostrado un rendimiento impresionante, salvando dos penales en el empate 1:1 ante el Galatasaray en la primera jornada de la Superliga de Turquía 2006/07. Arıkan terminó esa temporada encajando 27 goles en 26 partidos.

### Besiktas
En el año 2007 se unió al Besiktas, en un intercambio con el portero Ramazan Kurşunlu. En la temporada 2010-11, junto con Cenk Gönen, se convirtió en una pieza fundamental en el equipo; haciendo importantes atajadas.

## Clubes
| Club                 | País    | Año       |
| -------------------- | ------- | --------- |
| Kocaelispor          | Turquía | 2002-2006 |
| Ankaraspor           | Turquía | 2006-2007 |
| Beşiktaş J. K.       | Turquía | 2007-2011 |
| Mersin İdman Yurdu   | Turquía | 2011-2012 |
| Antalyaspor          | Turquía | 2012-2014 |
| Kayserispor          | Turquía | 2014-2015 |
| Trabzonspor (cedido) | Turquía | 2015      |
| Osmanlıspor F. K.    | Turquía | 2016-2018 |
| Gençlerbirliği S. K. | Turquía | 2018-2019 |
| Kayserispor          | Turquía | 2019-2020 |